# Louis-Marie Normand
Pour les articles homonymes, voir Normand (homonymie).
Louis-Marie Normand (18 mars 1789 - 10 mai 1874) est un architecte et graveur français, auteur de plusieurs ouvrages.
Il est l'élève de son père, l'architecte Charles Normand (1765-1840), et de Louis de Lafitte (1770-1828).